# Hyperolius frontalis
Hyperolius frontalis és una espècie de granota de la família dels hiperòlids que viu a la República Democràtica del Congo i Uganda.
Està amenaçada d'extinció per la pèrdua del seu hàbitat natural.